# Sergy, Ain
Sergy är en kommun i departementet Ain i regionen Auvergne-Rhône-Alpes i östra Frankrike. Kommunen ligger  i kantonen Ferney-Voltaire som ligger i arrondissementet Gex. Kommunens areal är 9,46 km². År 2022 hade Sergy 2 279 invånare.

## Befolkningsutveckling
Antalet invånare i kommunen Sergy
Referens: INSEE